# Macrohymenium megasporum
Macrohymenium megasporum là một loài Rêu trong họ Sematophyllaceae. Loài này được (Duby) Kis mô tả khoa học đầu tiên năm 1984.